# Kamran Aliev
Kamran Gurbanovič Aliev (in russo Камран Гурбанович Алиев?; in azero Kamran Qurban oğlu Əliyev; Baku, 15 ottobre 1998) è un calciatore azero naturalizzato russo, attaccante dello SKA-Chabarovsk.

## Caratteristiche tecniche
È una seconda punta.

## Carriera
Cresciuto nel settore giovanile del Chimki, ha esordito in prima squadra il 17 maggio 2017 disputando l'incontro di PFN Ligi perso 1-0 contro il Sokol Saratov. L'8 agosto 2020 ha debuttato in Prem'er-Liga in occasione del match perso 2-0 contro il CSKA Mosca.